# (72) Féronie
Pour les articles homonymes, voir Féronie et Feronia.
(72) Féronie (désignation internationale (72) Feronia) est un astéroïde découvert par Christian Peters le 29 mai 1861 depuis l'Hamilton College, dans l'État de New York. Il est nommé d'après la déesse romaine Féronie.
C'est le premier astéroïde découvert par Christian Heinrich Friedrich Peters.

## Compléments